# Joshua Reinecke
Joshua Reinecke (* 20. Juli 1987 in Johannesburg) ist ein südafrikanischer Eishockeyspieler, der seit 2012 bei den Toronto Garys spielt. Reineckes älterer Gareth ist ebenfalls südafrikanischer Eishockeynationalspieler.

## Karriere
Joshua Reinecke spielte zunächst bei den Thornhill Rattlers in der Ontario Provincial Junior Hockey League. Von 2005 bis 2008 stand er bei den Markham Waxers in derselben Liga unter Vertrag. Derzeit ist er für die Toronto Garys aktiv.

### International
Reinecke stand bereits bei U-18- und U-20-Weltmeisterschaften für sein Heimatland auf dem Eis. Bei der U-18-WM 2002 gelang ihm mit den Südafrikanern der Aufstieg aus der Division III in die Division II, aus der das Team aber im Folgejahr umgehend wieder abstieg. 
In der Herren-Nationalmannschaft debütierte er bei der Weltmeisterschaft 2007 in der Division III. Danach stand er erst wieder bei der WM 2012 auf dem Eis, als Südafrika aus der Division II abstieg. Bei der Weltmeisterschaft 2013 im eigenen Land gelang ihm mit seinem Team der sofortige Wiederaufstieg in die Division II, wozu er mit neun Toren und sieben Vorbereitungen maßgeblich beitrug. Reinecke war mit neun Toren der beste Torschütze des Division-III-Turniers. Er wurde zum besten Stürmer gewählt und war mit 16 Punkten nach seinem Bruder Gareth (18 Punkte) auch der zweitbeste Scorer des Turniers.

## Erfolge und Auszeichnungen
- 2002 Aufstieg in die Division II bei der U18-Junioren-Weltmeisterschaft der Division III
- 2013 Bester Stürmer der Weltmeisterschaft der Division III
- 2013 Bester Torschütze der Weltmeisterschaft der Division III
- 2013 Aufstieg in die Division II, Gruppe B, bei der Weltmeisterschaft der Division III